# یوسف بن ابراهیم ثقفی
یوسف بن ابراهیم معروف به برم، فردی بود که در دوران خلافت مهدی عباسی در سال ۱۶۰ هجری، اقدام به سرکشی و طغیان در خراسان نمود و افراد بسیاری را به دور خود گرد آورد. یوسف همچنین مصعب بن رزیق، از بزرگان آن ناحیه و نیای طاهر بن حسین، موسس سلسلهٔ طاهریان، را نیز به علت عدم همکاری با او از آن ناحیه براند. یزید بن مزید شیبانی جهت جنگ با یوسف گسیل گشت و پس از وقوع نبرد میان این دو، یوسف به اسارت یزید درآمد. یزید او را  به همراه یارانش به نزد مهدی فرستاد. اینان را در نهروان بر شتر سوار کرده و به بغداد بردند. دست‌ها و پاهای یوسف را قطع کردند و سپس او را به همراه یارانش کشته و بر پل بغداد به دار آویختند.